# Terry Gordy
Terry Ray Gordy Sr. (Chattanooga (Tennessee), 23 april 1961 - Soddy-Daisy (Tennessee), 16 juli 2001) was een Amerikaans professioneel worstelaar.
Op 16 juli 2001 overleed Gordy aan de gevolgen van een hartaanval. Zijn zoon Ray is ook een professionele worstelaar die voor de WWE worstelde als Jesse en Slam Master J..

## In het worstelen
- Finishers
  - High angle belly to back suplex
  - Powerbomb

- Signature moves
  - Big boot
  - DDT
  - Dropkick
  - Lariat
  - Oriental Spike (Thumb choke hold)
  - Piledriver
  - Running leg drop
  - Running powerslam
  - Samoan drop

- Managers
  - Sunshine
  - Paul Bearer
  - Jim Cornette

## Prestaties
- All Japan Pro Wrestling
  - AJPW Triple Crown Heavyweight Championship (2 keer)
  - AJPW Unified World Tag Team Championship (7 keer: Stan Hansen (2x) en Steve Williams (5x))
  - World's Strongest Tag Team League (1990, 1991 - Steve Williams)

- Georgia Championship Wrestling
  - NWA Georgia Tag Team Championship (1 keer: met Michael Hayes)
  - NWA National Tag Team Championship (4 keer: met Michael Hayes (3x) en Jimmy Snuka (1x))

- Global Wrestling Federation
  - GWF Tag Team Championship (1 keer: met Jimmy Garvin)

- Mid-South Wrestling Association - Universal Wrestling Federation
  - Mid-South Louisiana Championship (1 keer)
  - Mid-South Mississippi Heavyweight Championship (1 keer)
  - Mid-South Tag Team Championship (2 keer: Michael Hayes (1x) en Buddy Roberts (1x))
  - UWF World Heavyweight Championship (1 keer)

- NWA Mid-America
  - NWA Mid-America Tag Team Championship (2 keer: Michael Hayes)

- Pro Wrestling Illustrated
  - PWI Most Improved Wrestler of the Year (1986)
  - PWI Tag Team of the Year (1981) - met Michael Hayes
  - PWI Tag Team of the Year (1992) - met Steve Williams

- Southeastern Championship Wrestling
  - NWA Alabama Heavyweight Championship (1 keer)
  - NWA Southeastern Heavyweight Championship (1 keer)

- Smoky Mountain Wrestling
  - SMW Heavyweight Championship (1 keer)

- World Championship Wrestling
  - WCW World Tag Team Championship (1 keer met Steve Williams)

- World Class Championship Wrestling - World Class Wrestling Association
  - NWA American Heavyweight Championship (1 keer)
  - NWA American Tag Team Championship (1 keer met Michael Hayes)
  - NWA Brass Knuckles Championship (1 keer)
  - NWA World Six-Man Tag Team Championship (6 keer: met Michael Hayes & Buddy Roberts (5x) en Iceman Parsons & Buddy Roberts (1x))
  - WCWA World Six-Man Tag Team Championship (1 keer: met Michael Hayes & Buddy Roberts)

- Wrestling Observer Newsletter awards
  - Best Brawler (1986)